# Красная жара (фильм, 1993)
«Кра́сная жара́» (англ. Red Hot) — канадский фильм режиссёра Пола Хаггиса (1993), посвященный проникновению рок-н-ролла в СССР. Первый полнометражный фильм Пола Хаггиса.

## Сюжет
Время действия — 1959 год. Место действия — Рига. 

Студент музыкального училища, выходец из рабочей семьи Алексей Фрадис хочет поступить в музыкальную академию. Но однажды дядя Алексея, моряк и скрипач Дмитрий, привёз племяннику из-за границы синглы Элвиса Пресли и Джерри Ли Льюиса. Новая музыка, запрещённая в Советском Союзе, нравится Алексею. 

Алексей и его приятели — Саша, Юрий и Влад — создают нечто вроде бит-группы и начинают играть модную музыку. Саша Костыгин делает пиратские копии пластинок Алексея — на рентгеновских снимках — для коллег-музыкантов. Нескольким композициям Фэтса Домино и Джерри Ли Льюиса Алексей учит и Валентину Кирову, симпатичную девушку, которую он обучает игре на пианино (она хочет стать пианисткой). Однако отец Валентины, дипломат Киров, не в восторге от модных веяний. 

## Актёры
- Колин Бьюкенен — Влад
- Бальтазар Гетти — Алексей
- Карла Гуджино — Валентина
- Джейсон Кристофер — Саша
- Армин Мюллер-Шталь — Дмитрий
- Ян Никлас — Георгий
- Хью О’Конор — Юрий
- Джордж де ла Пенья — Гуревич, офицер КГБ
- Дональд Сазерленд — Киров